# Staravia
Staravia (Japans: ムクバード - Mukubird) is een van de 1008 verschillende Pokémon uit de gelijknamige spellenserie. Staravia is een evolutie van Starly en lijkt net zoals Starly op een spreeuw.
Het evolueert vanuit Starly op level 14 en evolueert naar Staraptor op level 34. Staravia komt voor het eerst voor in de Pokémon Diamond en Pearl serie en is daarbij samen met zijn evoluties de regionale vogel.